# 張良貴
張良貴（1501年—？），字子元，順天府霸州文安縣人，軍籍，明朝政治人物。

## 生平
嘉靖七年（1528年）戊子科順天府鄉試第三十六名舉人。嘉靖十四年（1535年）中式乙未科會試第二百五十七名，登第三甲第一百三十名進士。初授行人司行人，十八年二月选授吏科给事中，十九年九月奉命往宣大山西各镇查勘军功，革副总兵魏庆任，回卫闲住。二十年二月升刑科右给事中。

## 家族
曾祖張彛；祖父張偉；父張珏，曾任主簿。母孫氏。重庆下。兄良翰、良相、弟良壽、良忠、良能、良籌、良材、良栋。